# Bilśk
Bilśk (ukr. Більськ) – wieś na Ukrainie, w obwodzie połtawskim, w rejonie połtawskim, w hromadzie Kotelwa. W 2022 liczyła 453 mieszkańców.